# Iván Guillauma
Iván Marcos Guillauma Modernell (San José de Mayo, 20 settembre 1977) è un ex calciatore uruguaiano, di ruolo centrocampista.